# Rásztony
Rásztony (szlovákul Ráztočno) község Szlovákiában, a Trencséni kerületben, a Privigyei járásban.

## Fekvése
Privigyétől 10 km-re keletre fekszik.

## Története
A régészeti leletek tanúsága szerint már a 10.-11. században szláv település állt ezen a helyen. Egykori temploma a 13. században már állt. A falut írott forrás 1430-ban „Rozkochna” alakban említi először. Már a középkorban vámszedőhely volt, hiszen itt halad át a Körmöcbányáról Privigyére menő kereskedelmi út. A 16. században a Handlovai völgy legjelentősebb települése volt. 1553-ban 45 jobbágytelke volt. Lakói főként mezőgazdaságból éltek. Kézművesei közül három kovács, két molnár és cipész volt a faluban. A környező erdőkből kitermelt fa feldolgozására két fűrészmalom is üzemelt. 1614-ben nagy tűzvész pusztította, melynek a falu nagy része áldozatul esett. 1675-ben 52 jobbágy és 16 zsellér háztartása volt 260 lakossal. 1715-ben 25 háztartással rendelkezett. 1778-ban malom, fűrésztelep, 40 gazda, 8 zsellér és 4 vagyontalan családja volt 477 lakossal.
A 18. század végén Vályi András így ír róla: „RASZTOCSNA. Tót falu Nyitra Vármegyében, földes Urai több Urak, lakosai katolikusok, fekszik Prividgyéhez egy mértföldnyire, határja ollyan, mint Csauzáé, harmadik osztálybéli.”
1828-ban 72 házában 503 lakos élt. Lakói mezőgazdaságból, állattartásból, fuvarozásból, seprű- és takarókészítésből, idénymunkákból éltek.
Fényes Elek 1851-ben kiadott geográfiai szótárában így ír a faluról: „Rasztdesnó, tót falu, Nyitra vmegyében, Chrenocz fil., 503 kath. lak. F. u. többen.”
Borovszky Samu monográfiasorozatának Nyitra vármegyét tárgyaló része szerint: „Rásztocsno, tót község, a handlovai völgyben, Handlovától északra, hozzá közel, 764 r. kath. vallásu lakossal. Posta-, táviró- és vasúti állomása Privigye. E falu 1429-ben »Ráztosnya« néven Bajmócz várának tartozéka volt. Kath. temploma a XVI. században épült és kőfallal van körülvéve. Kegyura gr. Pálffy János, kinek itt nagyobb kiterjedésü birtoka van.”
1908-ban a falu leégett. A trianoni diktátumig Nyitra vármegye Privigyei járásához tartozott.
A második világháború után a község nagyarányú fejlődésnek indult. Kultúrház, üzletközpont, posta, könyvtár, ravatalozó, vasútállomás épült.

## Népessége
| Év:            | 1994. | 2004.   | 2014.   | 2024.   |
| -------------- | ----- | ------- | ------- | ------- |
| Emberek száma: | 1173  | 1237    | 1216    | 1238    |
| Eltérés:       |       | +5,45 % | -1,69 % | +1,80 % |

| Év:            | 2023. | 2024.   |
| -------------- | ----- | ------- |
| Emberek száma: | 1247  | 1238    |
| Eltérés:       |       | -0,72 % |

1910-ben 1090, túlnyomórészt szlovák lakosa volt.
2001-ben 1246 lakosából 1231 szlovák volt.
2011-ben 1247 lakosából 1192 szlovák.

## Nevezetességei
- Római katolikus temploma eredetileg korai gótikus stílusban épült, a 15. század közepén bővítették, 1667-ben boltozatát és külsejét újjáépítették.

## Külső hivatkozások
- Községinfó
- Rásztony Szlovákia térképén
- E-obce.sk Archiválva 2008. február 19-i dátummal a Wayback Machine-ben